# Teler

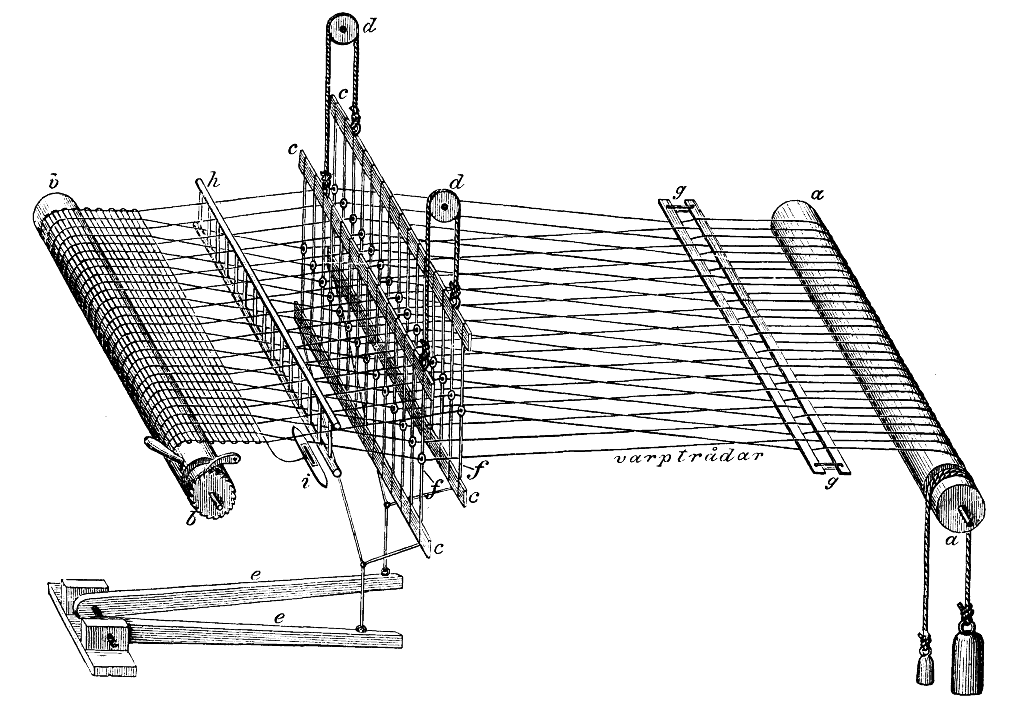
Principi de funcionament d'un teler horitzontal

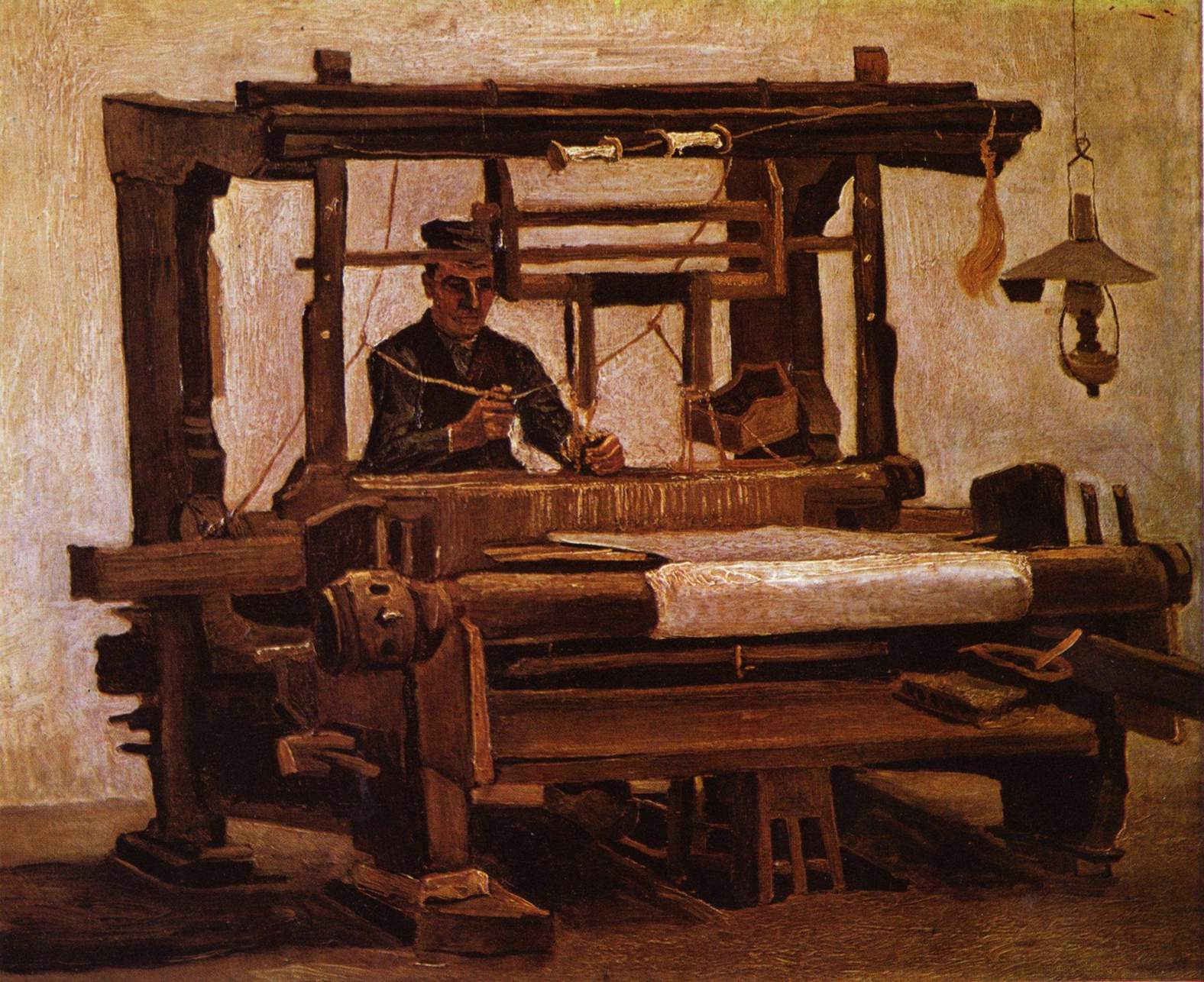
Quadre de van Gogh que il·lustra a un teixidor treballant en un teler.

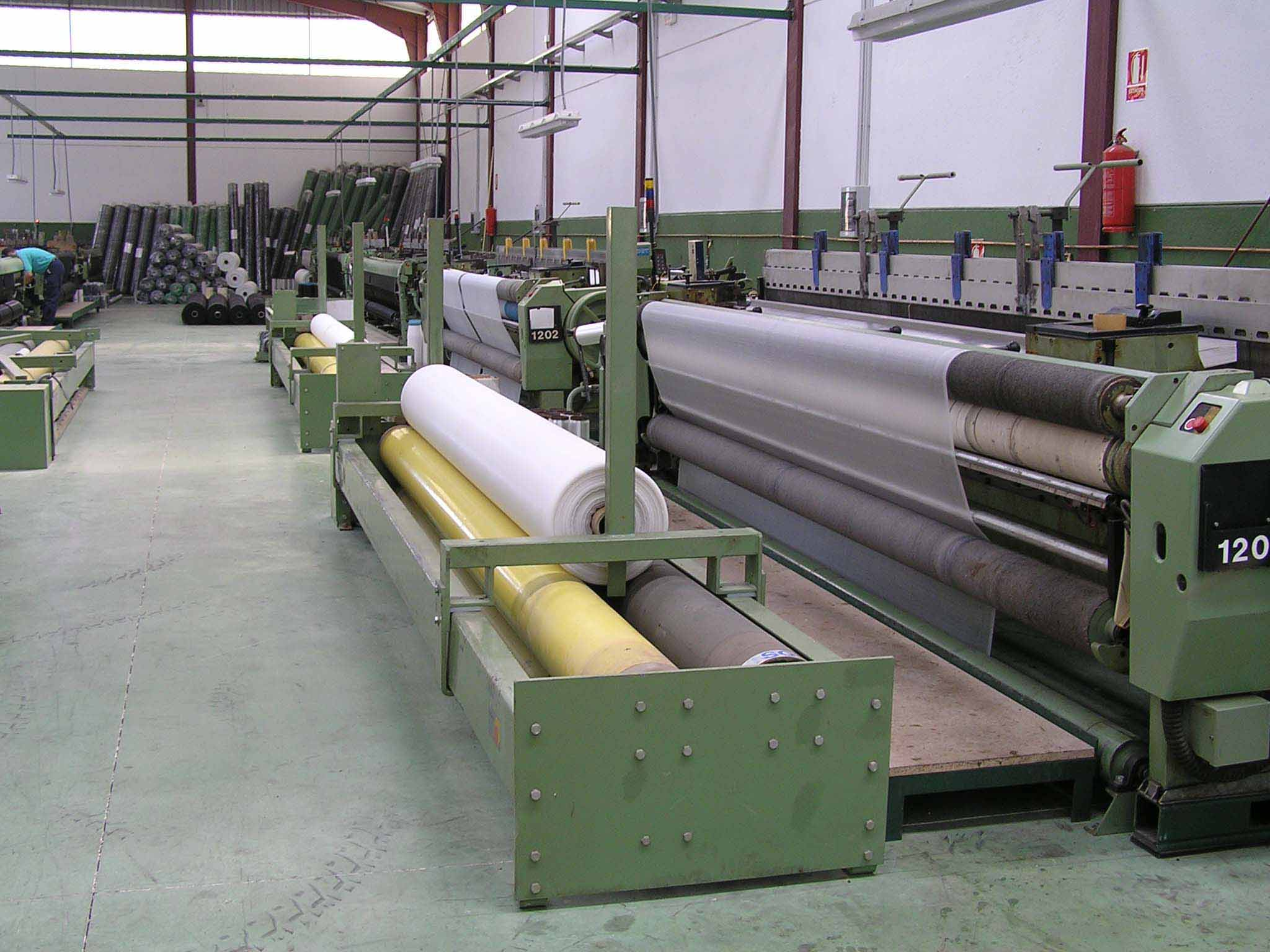
Teler industrial.

El teler és una de les màquines més antigues que es coneixen i ha perdurat fins als nostres dies gairebé amb el mateix format. En una estructura de pals, en què es va teixint la tela, utilitzant la llana d'ovella, cotó, seda o també la llana de camell, guanac, llama, alpaca o vicunya.
El teler es compon de diferents peces que serveixen per aguantar, durant el procés de tissatje, un conjunt de fils, anomenats ordit, (disposats verticalment en el cas d'un teler vertical) que estan tensats longitudinalment (mitjançant peses) en el sentit de la llargària de la peça teixida (paral·lels al voraviu). Els fils de l'ordit se separen en dos grups: els d'ordre parell i els d'ordre senar. Ambdós grups estan creuats en un cert angle els uns amb els altres, creant un espai de "secció ròmbica" anomenat "calada" que serveix per deixar-hi passar el fil que es creua repetides vegades en sentit transversal als de l'ordit i que constitueix la trama.
El tissatje és un procés pel qual es va passant el fil de la trama, "llençant-lo" per l'interior dels fils de l'ordit mitjançant la llançadora (que va d'un costat a l'altre, amb la trama bobinada al seu interior). A cada cicle de la llançadora es fan creuar els fils de l'ordit per damunt de la 'trama', invertint-los de costat a la "calada", mitjançant els "lliços". Així, amb la repetició d'aquest cicle d'encreuament de la trama volant i l'ordit fix (tensat alternativament pels "lliços"), s'aconsegueix finalment, el teixit.

## Telers artesanals
Els telers artesanals es classifiquen en tres grans famílies: Bastidors, verticals i horitzontals. Els bastidors són tots aquells marcs de fusta quadrats, rectangulars, triangulars i hexagonals, amb mesura menor a 50 x 70 cm., Per a fer teixits plans - no elàstics. Els bastidors circulars són per fer teixit de punt-elàstic. Els Verticals són rectangles de fusta, que se sostenen verticalment sobre una base i que de vegades tenen una taula, a manera de seient, addicionada a les seves bigues verticals. S'utilitzen principalment per a fabricar Tapissos, Tapets ' i Coixins de teixit lligat. Els horitzontals són màquines amb marcs de fusta que contenen les agulles o malles per on passen centenars i milers de fils per teixir la tela, principalment llana, cotó o seda.

## Telers industrials
Els telers industrials es classifiquen segons el tipus de teixit que produeixen, n'hi ha de plans, jacquard, circulars, triaxials i raschel. Els telers industrials plans teixeixen teles amb base en els 3 lligaments bàsics: Tafetà, sarja i ras. Els jacquards i de maquineta, teixeixen teles amb dissenys intricats i fan servir un cartró picat amb el disseny a teixir, o més modernament dades emmagatzemades en un suport informàtic. Els circulars es fan servir per a fabricar teixit de punt. Els triaxials teixeixen una combinació de tres ordits, com el teixit manual de les balancins. Els raschel teixeixen puntes i gases, entrellaçant els fils d'una manera diferent al teler pla o al de punt.

## Imatges

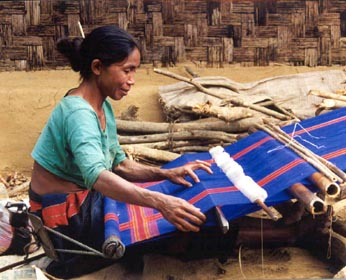
Teler de canyes
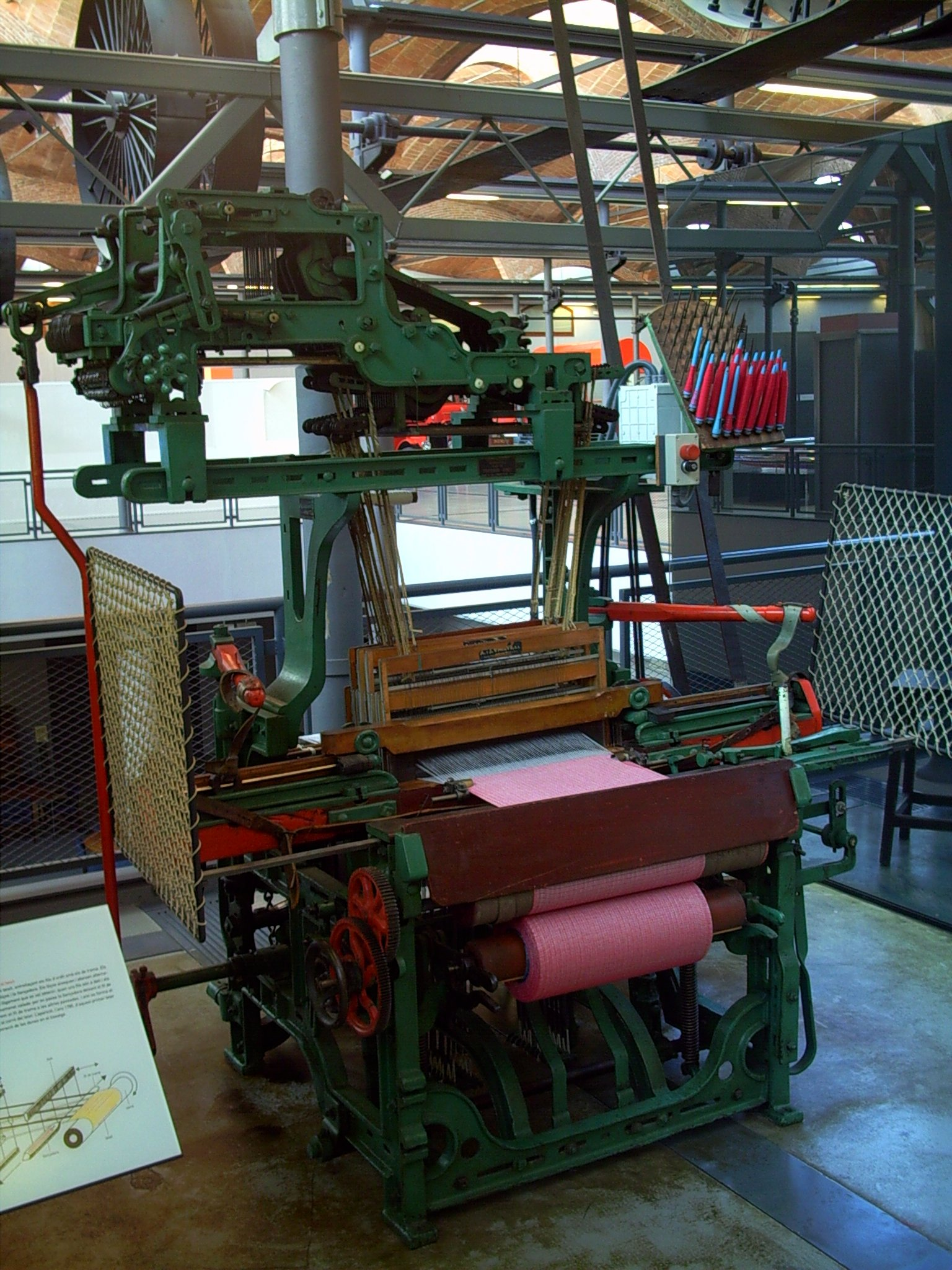
Teler de garrot, al mNACTEC
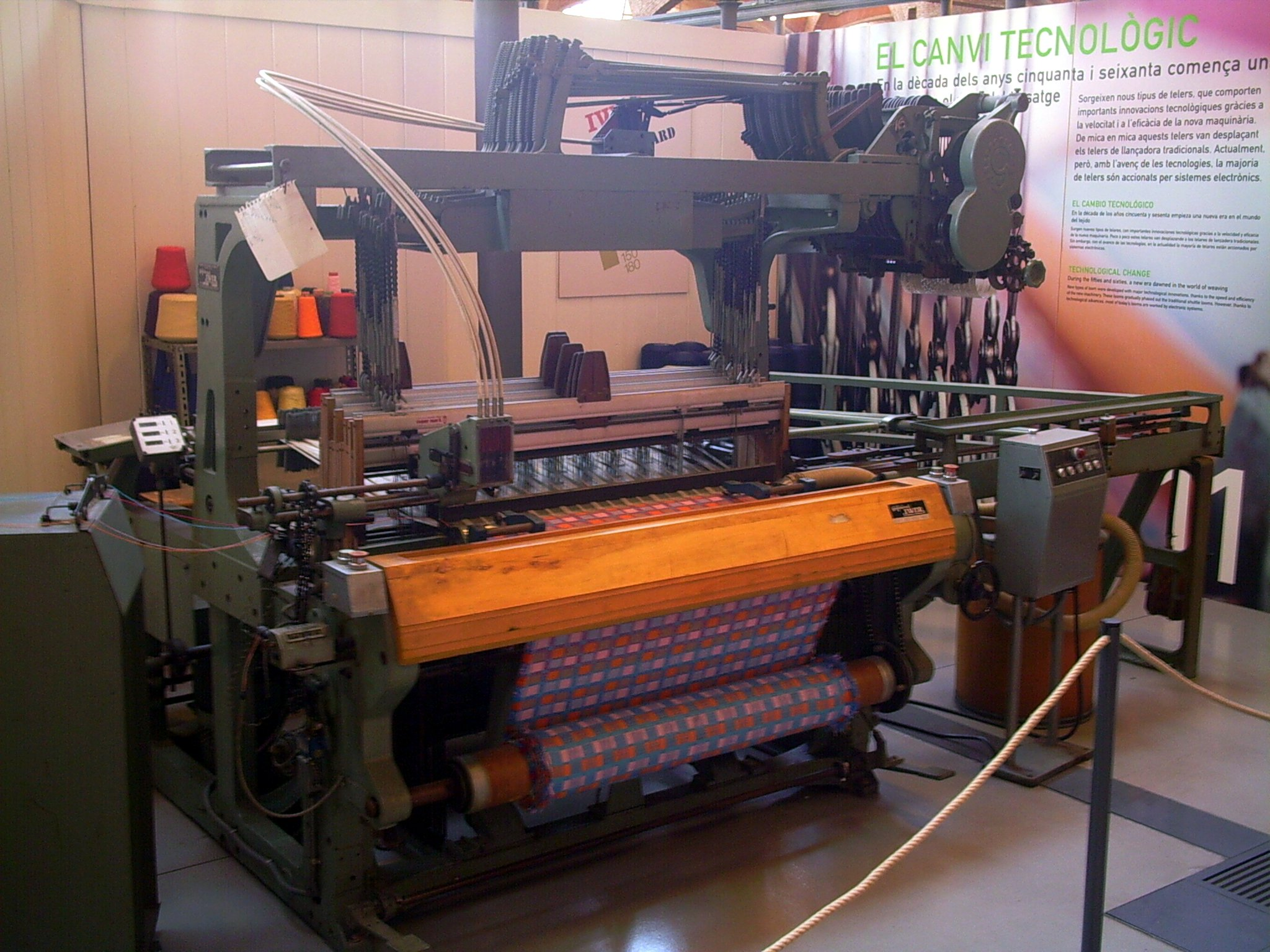
Teler Iwer, al mNACTEC
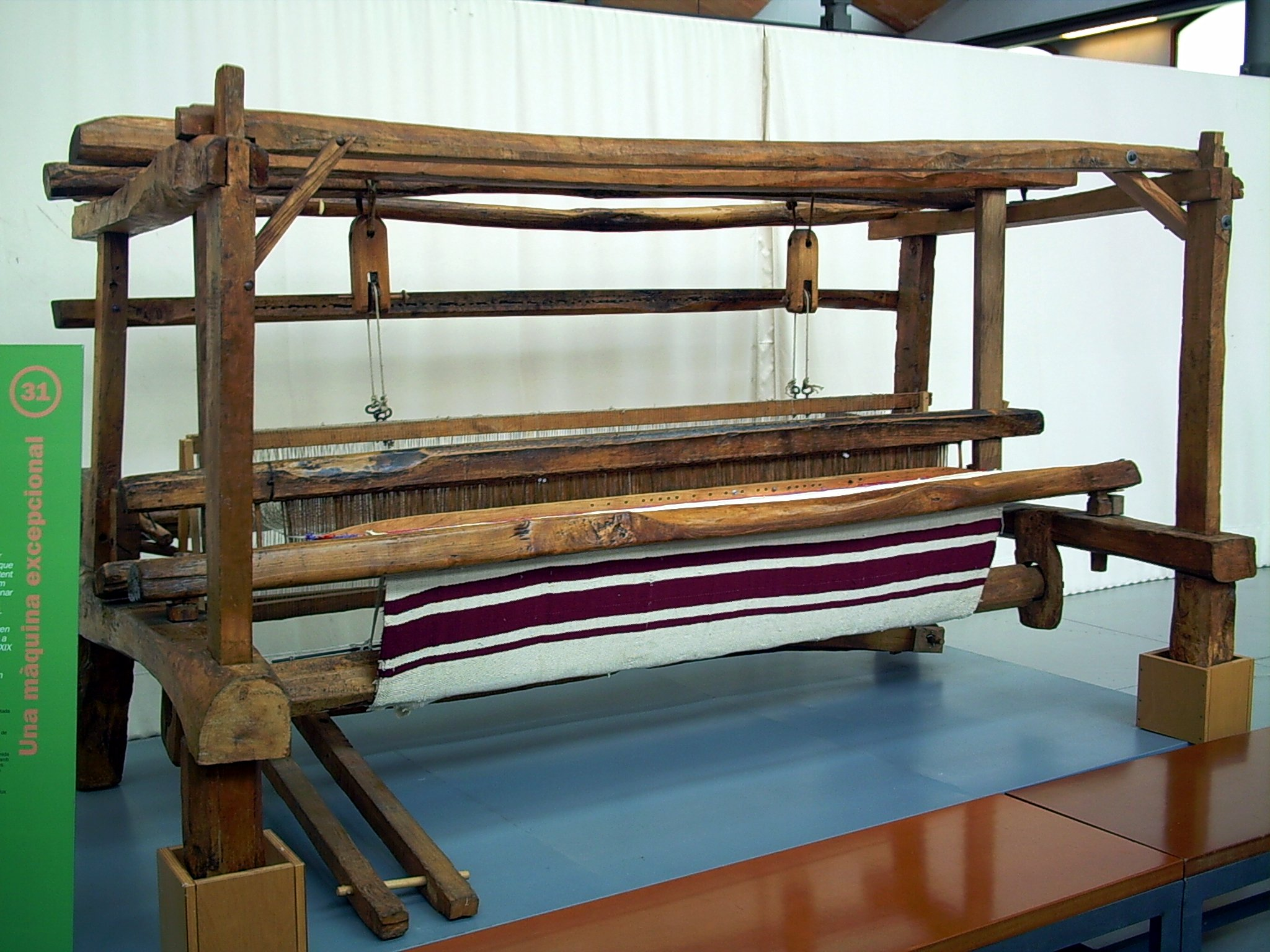
Teler Mule-Jenny, al mNACTEC
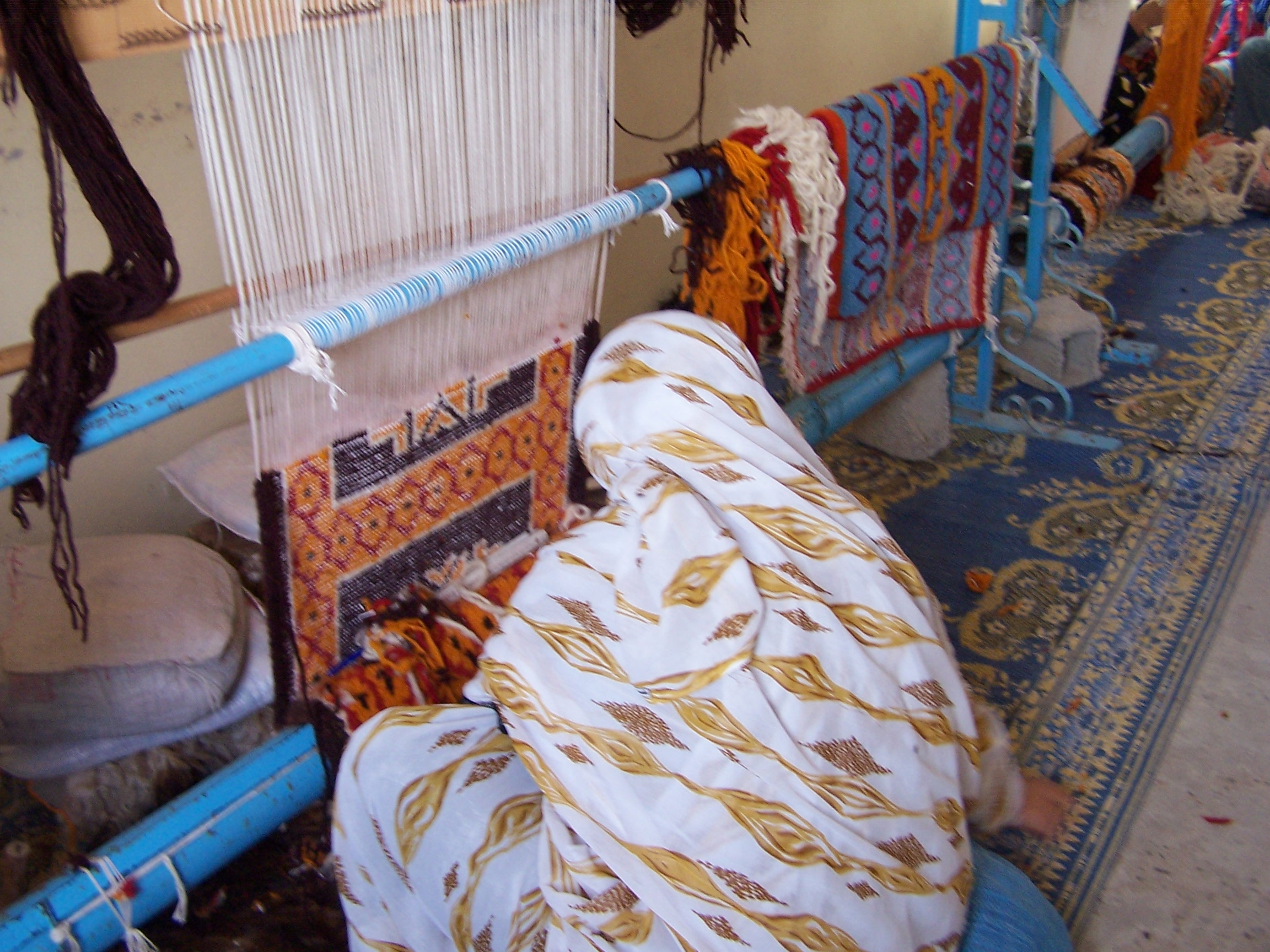
Telers tradicionals en una associació femenina al Parc Nacional de Souss-Massa, Marroc.